# Ústie Bielej Oravy
Ústie Bielej Oravy este o arie protejată (arie specială de conservare — SAC, sit de importanță comunitară — SCI) din Slovacia întinsă pe o suprafață de 45,93 ha, integral pe uscat.

## Localizare
Centrul sitului Ústie Bielej Oravy este situat la coordonatele 49°23′53″N 19°28′17″E / 49.398056°N 19.471389°E.

## Înființare
Situl Ústie Bielej Oravy a fost declarat sit de importanță comunitară în octombrie 2011 pentru a proteja 14 specii de animale. Situl a fost protejat și ca arie specială de conservare în august 2011.

## Biodiversitate
Situată în ecoregiunea alpină, aria protejată conține 2 habitate naturale: Păduri aluvionare cu Alnus glutinosa și Fraxinus excelsior (Alno-Padion, Alnion incanae, Salicion albae), Lacuri eutrofice naturale cu vegetație de tip Magnopotamion sau Hydrocharition.
La baza desemnării sitului se află mai multe specii protejate:
- păsări (11): pescăruș albastru (Alcedo atthis), stârc cenușiu (Ardea cinerea), șorecarul comun (Buteo buteo), cânepar (Carduelis cannabina), sticlete (Carduelis carduelis), barză neagră (Ciconia nigra), mierla de apă (Cinclus cinclus), vânturel roșu (Falco tinnunculus), rață cârâitoare (Spatula querquedula), chiră de baltă (Sterna hirundo), fluierar de mlaștină (Tringa glareola)
- amfibieni (2): izvoraș-cu-burta-galbenă (Bombina variegata), Triturus montandoni
- mamifere (1): vidră de râu (Lutra lutra)